# Колесников, Андрей Витальевич (спортсмен)
Андрей Витальевич Колесников (укр. Андрій Віталійович Колесников; род. 11 апреля 1957, Львов) — советский и украинский спортсмен и тренер; Мастер спорта СССР (1972), Заслуженный тренер Украины (2009).

## Биография
Родился 11 апреля 1957 года во Львове в семье тренера по фехтованию В. Т. Колесникова.
В 1980 году окончил Львовский институт физической культуры (ныне Львовский государственный университет физической культуры). Фехтованием занимался ещё до обучения в вузе под руководством своего отца. Был многократным победителем и призёром чемпионатов Украинской ССР (1977—1982 годы). После окончания спортивной карьеры работал во Львове тренером-преподавателем производственного объединения имени 50-летия Октябрьской революции (в 1980—1991 годах), старшим инструктором-методистом Техникума радиоэлектроники (1991—1993 годы), старшим преподавателем ДЮСШ «Феникс» (1993—2003 годы).
С 2003 года Андрей Колесников — тренер-преподаватель ДЮСШ «Галичина». Позже работал вместе со своей женой Светланой, являющейся также тренером-преподавателем, во Львовской ДЮСШ № 2 и Львовском областном центре «Инваспорт». В числе их совместных воспитанников известные паралимпийцы Антон Дацко, Андрей Демчук и другие спортсмены.